# Língua crioula inglesa do Panamá
A língua crioula inglesa do Panamá ou crioulo de Bocas del Toro é uma variante do patoá jamaicano falado na província de Bocas del Toro, no Panamá. Assemelha-se a outras variedades da América Central e Porto Rico, como o crioulo de Limón, da Costa Rica. Ele não tem o estatuto de língua oficial.
Os nativos desse dialeto o chamam de guari-guari. Ele também é conhecido pelos nomes de crioulo de Colón e crioulo de Rio Abajo. É uma língua híbrida, com elementos de inglês, espanhol e também  locais, da língua guaymí do povo ngöbe–buglé.